# Matabeleland méridional
Le Matabeleland méridional est une province du Zimbabwe. Sa capitale est la ville de Gwanda.
Il couvre une superficie de 54 172 km2. Sa population s'élevait à 810 074 habitants en 2017.

## Subdivisions
Le Matabeleland méridional est divisé en six districts :
- District de Beitbridge
- District de Bulilimamangwe
- District de Gwanda
- District d'Insiza
- District de Matobo
- District d'Umzingwane

## Personnalités
- Sikhulile Moyo, virologue[1]